# Dolina templjev
Dolina templjev (italijansko Valle dei Templi, sicilijansko Vaddi di li Tempri) je arheološko najdišče v Agrigentu (starogrško Akragas) na Siciliji v južni Italiji. Je med najbolj znanimi primeri umetnosti in arhitekture Velike Grčije in ena od glavnih znamenitosti na Siciliji. Območje je bilo vključeno na seznam Unescove svetovne dediščine leta 1997. Za večino izkopov in restavriranj templjev je zaslužen arheolog Domenico Antonio Lo Faso Pietrasanta (1783-1863), ki je bil vojvoda Serradifalca od leta 1809 do 1812. Arheološki park Doline templjev je največje arheološko najdišče na svetu s 1.300 hektarji. 

## Lega
Arheološko območje, ki je danes znano kot Dolina templjev, je bilo južni del predmestja antičnega mesta Akragas, ki je bilo zgrajeno na dveh gričih, približno na višini 300-350 metrov. Griča sta ozka in podolgovata, povezana z ozko planoto na višini okoli 150 mnv. Na tej planoti in na  pobočjih obeh gričev se je razvilo mestno središče. Proti jugu planota strmo upade do široke položne doline s templji. 

## Pregled
Na dnu doline so ostanki raznih templjev v dorskem slogu, pretežno iz petega ali šestega stoletja pr. n. št., treh poznejših svetišč, več grobišč in drugih spomenikov. Nad nekaterimi so zrasle poznejše zgradbe in svetišča. Imena, razen tistega o Olimpejonu, so zgolj tradicija in so nastala v času renesanse. 
- Konkordijin tempelj, katerega ime izvira iz latinskega napisa, ki se je nahajal v bližini in je bil zgrajen v 5. stoletju pred našim štetjem. V 6. stoletju je bil spremenjen v cerkev, zdaj pa je med  najbolj ohranjenimi v Dolini.
- Junonin tempelj, zgrajen v 5. stoletju pred našim štetjem. 406 pr. n. št. so ga zažgali Kartažani.
- Heraklejev tempelj; Heraklej je bil med najbolj cenjenimi božanstvi v starodavnem Akragasu. Je najstarejši v Dolini: uničen med potresom, zdaj ga sestavlja samo osem stebrov.
- Tempelj olimpskega Zevsa, zgrajen leta 480 pr. n. št., da bi praznovali zmago mestne države Himere nad Kartagino. Zanj je značilna uporaba velikih telamonov, ki upodabljajo Atlante. V svoji dobi je to bil največji tempelj zahodnega sveta, saj so bili telamoni visoki preko sedem metrov. Eden od teh kipov je še med ostanki, drugi je v muzeju v Agrigentu.
- Tempelj Kastorja in Poluksa predstavljajo le ostanki štirih stebrov. Možno je, da ni bil tempelj posvečen niti Dioskurom, temveč božanstvom zemeljskih vrednot (Demetre, Perzefone, Dioniza).
- Vulkanov tempelj izvira iz 5. stoletja pred našim štetjem. Velja, da je bil med najbolj impresivnimi konstrukcijami v Dolini; zdaj je eden najbolj erodiranih.
- Asklepijev tempelj, ki leži daleč od antičnih zidov mesta. Je bil cilj romarjev za iskanje zdravil za bolezen.
- Atenin tempelj je bil zgrajen izven doline, čeprav v približno isti dobi. Na njegovih ostankih stoji danes srednjeveška cerkev Grške Marije v starem delu Agrigenta.
- Tudi Demetrin tempelj je bil postavljen izven doline, in sicer na vzhodni strani mesta. V živ kamen izklesane stopnice so vodile od odprte terase do pravega svetišča, ki je bilo popolnoma vklesano v pobočje griča.
- Ostanki Izidinega templja se nahajajo v središču doline ob muzeju, ki je bil sezidan približno na mestu starinskega zbirnega trga vernikov (agora); še dobro vidni so kamniti sedeži in osrednji oder, ki so bili verjetno zgrajeni v 4. stoletju pr. n. št., vendar datacija ni zanesljiva.
- Tempelj "L" je ime za ostanke, ki so bili odkriti leta 2017. Zgradba je bila verjetno porušena še pred našim štetjem.

V Dolini je tudi tako imenovana Teronova grobnica, velik spomenik piramidalne oblike iz tufa; strokovnjaki domnevajo, da je bil zgrajen v spomin na Rimljane, ki so padli v drugi punski vojni.

## Konkordijin tempelj
Konkordijin tempelj je zaradi dobrega stanja uvrščen med najvidnejše zgradbe grške civilizacije, ki obstaja danes. Zanimivo je, da Unescov simbol namiguje na to 6-stebrno fasado. Ima peripter 6 x 13 stebrov, zgrajenih nad bazo 39,44 x 16,91 m; vsak dorski steber ima dvajset kanelur in rahlo entazo, nad njimi je arhitektura s triglifi in metopami; timpanoni so popolnoma ohranjeni. Cela, ki ji sledi pronaos, je dostopna po eni stopnici. Obstajajo tudi piloni s stopnicami, ki so omogočale, da se doseže streha in, čez stene cele in v blokih peristilovega ogredja, so luknje za lesene nosilce stropa. Zunanjost in notranjost templja so pokrivale večbarvne štukature. Zgornji okvir je imel žlebove z levom podobnimi protomami, streha pa je bila prekrita z marmornimi ploščicami.
Ko je bil tempelj spremenjen v cerkev, je bil vhod premaknjen nazaj in zadnja stena cele uničena. Prostori med stebri so bili zazidani, medtem ko je bilo v celi narejenih 12 obokanih odprtin, da bi dobili strukturo z eno glavno in dvema stranskima ladjama. Poganski oltar je bil uničen, v vzhodnih kotih pa narejena zakristija. Skulpture vidne znotraj in zunaj templja, segajo v srednjeveško dobo.

## Tempelj Junone Lacinije
Junonin tempelj je bil zgrajen na večinoma umetni vzpetini. Datira v c. 450 pr. n. št.. Meri 38,15 x 16,90 m, narejen v dorskem slogu, peripter je 6 stebrov širok za 13 dolg, pred katerimi je pronaos in opistodom. Baza ima štiri stopnice.
Trenutni ostanki (vključno z anastilozo iz 18. stoletja dalje) so sestavljeni iz sprednje kolonade z deli arhitrava in friza. Le delčki drugih treh strani so ohranjeni, z nekaj elementi cele. Stavba je bila poškodovana v požaru leta 406 pr. n. št. in obnovljena v rimskih časih, z zamenjavo marmornih ploščic z glinenimi in dodano strmo stopnjo, kjer se danes lahko vidijo ostanki oltarja.
V bližini so arkosolije in druge skulpture iz bizantinskega obdobja, ki pripadajo koncu 6. stoletja ob obnovitvi Konkordijinega templja v krščansko cerkev.

## Asklepijev tempelj
Asklepijev tempelj je sredi ravnine San Gregorio. Njegova identifikacija temelji na omembi Polibija (I, 18, 2), ki pravi, da je bil tempelj "pred mestom", oddaljen 1 miljo. Vendar, ker dejanska razdalja ne ustreza in je velikost stavbe relativno majhna, raziskovalci dvomijo o tem pripisu.
Majhen tempelj, verjetno iz konca 5. stoletja pr. n. št. meri 21,7 x 10,7 m in se dviga nad bazo s tremi stopnicami. Njegova posebnost je ponarejen opistodom z dvema pol stebroma na zunanji strani zadnje cele. Obstajajo tudi deli ogredja, z levom podobnimi protomi, frizom in gejzonom pedimenta.
V svetišču je Mironov bronast kip Apolona, ki ga je mestu poklonil Scipion, ki ga je ukradel Veru. 

## Heraklejev tempelj
Tradicionalno ime tega templja izhaja od druge omembe Cicera  o templju, posvečenem klasičnemu junaku »nedaleč od foruma«; toda nikoli ni bilo dokazano, da je bil res tukaj.
Slogovno gledano, tempelj pripada zadnjim letom 6. stoletja pred našim štetjem. Prav tako so predlagali, da je bil ta tempelj med prvimi zgrajenimi pod Teronom. Tudi ogredje, katerega deli so bili najdeni, naj bi izhajali iz 470-460-ih let ali sredi 5. stoletja pred našim štetjem (čeprav so lahko najnovejši zamenjava starejših). Ena hipoteza je, da se je tempelj začel graditi pred bitko pri Himeri, ki naj bi se zaključil šele v naslednjih desetletjih. Polijen omenja Atenin tempelj, ki se je gradil pod Teronom zunaj mesta, ki ga je mogoče identificirati s "Herkulovim", čeprav tudi z novejšim znotraj akropole.
Stavba z anastilozo iz 20. stoletja meri 67 x 25,34 m, s peripterjem 6 x 15 dorskih stebrov in celo s pronaosom in opistodomom, se nahaja nad tremi stopnicami. To je prvi primer (kasneje postane običajen v templjih Agrigenta) stebrov, vstavljenih med pronaos in celo, s stopniščem, ki je omogočalo inšpekcijske preglede strehe. Stebri so precej visoki in imajo velike kapitele. Na vzhodni strani so ostanki velikega oltarja.

## Olimpejon
Na drugi strani ceste, ki poteka skozi Zlata vrata antičnega mesta, je ravnina, ki jo obvladuje ogromen Olimpejon. Vsebuje plateo z velikim templjem olimpskega Zevsa in druga območja, ki jih še vedno preiskujejo. To vsebuje svetišče, z ostanki tlakovanega trga, kompleks sacellum (majhen svet ograjen prostor) in tolos. Temu, za drugimi vrati, sledi svetišče htonskih božanstev (v grški mitologiji božanstvo, ki živi v podzemlju), arhaično svetišče, tako imenovana colimbetra (kjer so bila še neznana vrata) in konec grebena, kjer se nahaja svetišče z Vulkanovim templjem.
Glavna atrakcija kompleksa Olimpejon je ogromen tempelj olimpskega Zevsa, ki ga je z navdušenjem opisal Diodor Sicilski in ga omenil tudi Polibij . Danes je v ruševinah zaradi uničenja, ki se je začelo v antiki in nadaljevalo v 18. stoletju, ko je bil tempelj uporabljen kot kamnolom za pristanišče Porto Empedocle.
V bližini jugozahodnega vogala templjev je majhna zgradba (12,45 x 5,90 m) z dvema ladjama in globokim pronaosom, dvojnim vhodom in nečem, kar naj bi bil oltar. Datacija je sporna, čeprav so ga znanstveniki dodelili arhaični dobi zaradi odkritja številnih vaz iz 6. stoletja pred našim štetjem. Tudi arhaično, je še eno svetišče, ki ga je pozneje nadomestilo klasično poslopje. Sledi le malo ostankov templja (imenovanega Tempio L) iz sredine 5. stoletja pr. n. št., ki meri 41,8 x 20,20 m, v katerega je bilo v 3. stoletju pred našim štetjem dodano helenistično ogredje.

## Tempelj Dioskurov
Severno od Templja "L" je vogal templja Kastorja in Poluksa, ki je v resnici sodobna rekonstrukcija iz zgodnjega 19. stoletja, ustvarjena iz delov različnih drugih templjev. Ima štiri stebre in ogredje, nameščeno na temeljih prvotnega templja, dimenzije 31 x 13,39 m, kar bi bil dorski peripter s 6 x 13 stebri in datira približno v sredo 5. stoletja pred našim štetjem.

## Vulkanov tempelj
Na drugi strani Doline je zadnji odrastek hriba, ki ga obvladujejo ostanki Vulkanovega templja. To je stavba v dorskem slogu iz 5. stoletja pred našim štetjem, z arhaičnim sacellumom, s celo iz klasičnega obdobja. Sacellum meri 13,25 x 6,50 metrov, dekoracija, ki izvira iz c. 560-550 pr. n. št., je bila pred kratkim rekonstruirana. Klasični tempelj, dorski peripter, je meril 43 x 20,85 metra, dvigal se je v štirih stopnjah krepidoma in imel 6 x 13 stebrov; datira okoli 430 pr. n. št.

## Drugi ostanki
Na zahodni strani mesta so ostanki vrat VI in VII, prva verjetno ležijo na cesti proti Herakleju, druga imajo dva stolpa in dva zunanja bastijona (en s 15 metrov debelimi stenami); na severu so ostanki vrat VIII in IX, zdaj obkrožena z nezakonitimi stavbami.
Na zahodni konici območja, v katerem leži Konkordijin tempelj, so deli pozno antične ali zgodnje srednjeveške nekropole, zgrajene na obstoječih cisternah. Druge grobnice in katakombe so vidne v tako imenovani Grotte Fragapane iz 4. stoletja.
Te pozno rimske in bizantinske nekropole ležijo na območju, ki se uporablja za grobnice že od antičnih časov. Ena od teh, tako imenovana Teronova grobnica, je naiskos s kvadratnim tlorisom. Vrata IV se nahajajo blizu Teronove grobnice: verjetno ena od najpomembnejših v mestu, saj so pripeljala do morja.
Zahodno od Olimpejona so ostanki dveh insulae (starorimska rezidenčna hiša) širine 38 m, ki sta povezani s trgom do antičnih vrat V. Verjetno je, da sta bili zgrajeni za ponovno uporabo struktur, ki pripadajo svetemu območju Olimpejona. V bližini je svetišče v obliki črke L iz začetka 5. stoletja pr. n. št., ki je priključeno na vrata V. Na območju sta tudi dva arhaična templja (sredina 6. stoletja pr. n. št.).
Na severni strani vrat V je velik kamnit trg, ki vodi do »Svetišča htonskih bogov«.
Tako imenovan »Falarisov oratorij« (Falaris je bil tiran iz Akragasa iz okoli 570 to 554 pr. n. št.) je v resnici rimski tempelj, ki meri 12,40 x 8,85 m.
- Zevsov tempelj
- Junonin (Herin) tempelj
- Grški bulevterij